# Jack Sholder
Jack Sholder (nn. 8 iunie 1945, Pennsylvania, SUA) este un regizor american care a activat în perioada 1980–2004, cunoscut mai ales pentru munca sa în genul filmelor de groază, în special pentru filmele Alone in the Dark, Coșmar pe strada Ulmilor: Răzbunarea lui Freddy, The Hidden și Demonul sufletului 2.

## Biografie și carieră
În comentariul DVD al filmului The Hidden, Jack Sholder a afirmat că regizorul său preferat de film este Jean Renoir.
În septembrie 2004, s-a intrat alăturat Universității din Carolina de Vest în cadrul Departamentului de Teatru și Ecran, pensionându-se în 2017.
În cadrul interviului său pentru Behind the Curtain Part II (2012), a mărturisit că din toate filmele pe care le-a făcut, Arachnid (2001) a fost filmul care i-a plăcut cel mai puțin. În același interviu, el a citat Alone in the Dark (1982), The Hidden (1987), By Dawn's Early Light (1990) și 12:01 (1993) ca fiind filmele sale preferate. 

## Filmografie
- Alone in the Dark (1982)
- A Nightmare on Elm Street 2: Freddy's Revenge (1985)
- The Hidden (1987)
- Vietnam War Story II (1988)
- Renegades (1989)
- By Dawn's Early Light (1990)
- 12:01 (1993)
- Natural Selection (1994)
- Sketch Artist II: Hands That See (1995)
- Generation X (1996)
- Runaway Car (1997)
- Wishmaster 2: Evil Never Dies (1999)
- Supernova (2000) (nemenționat)
- Arachnid (2001)
- Beeper (2002)
- 12 Days of Terror (2004)
- Never Sleep Again: The Elm Street Legacy (2010) (documentar) (rolul său)
- Behind the Curtain Part II (2012) (documentar) (rolul său)